# Лехово (Грчка)
Лехово (грч. Λέχοβο) је насеље у Грчкој у општини Суровичево, периферија Западна Македонија. Према попису из 2021. било је 782 становника.
На попису из 1991. године Лехово је имало 1.329 становника, од чега су Албанци хришћани апсолутна већина а остали Аромуни.

## Становништво
| Година       | 1951  | 1961  | 1971  | 1981  | 1991  | 2001  | 2011  |
| ------------ | ----- | ----- | ----- | ----- | ----- | ----- | ----- |
| Становништво | 1.195 | 1.177 | 1.205 | 1.194 | 1.329 | 1.227 | 1.115 |